# بالأمس حلمت بك (رواية)
«بالأمس حلمت بك» هي رواية للروائي العربي  بهاء طاهر، مؤلف روائي، ولد في الجيزة، مصر سنة 1935م، وتعد هذه الرواية واحدة  من أصل 100 مجموعة قصصية.

## محتوى الرواية
وتعيد «بالأمس حلمت بك»، صياغة علاقتنا الإشكالية مع الغرب من جديد، وقد تبددت الأوهام القديمة، وتجسد الشك العميق، واستحال الحوار في واقع تختلط فيه الحقائق بالأوهام وتكتسب فيه الأحداث أبعادًا رمزية خصبة، والمجموعة هي عبارة عن 5 قصص قصيرة بأسلوب بسيط جدا وسلس بعضها نهاياتها مفتوحة والبعض الآخر ينتهى في الموت. هي رواية تحتوي على الكثير من الرموز مثل: الأحلام، الثلج، الصوفيّة، الصقر، الغراب، شجرة الأرز، انعدام اسم الراوي. ونجد أن الأحلام والثلج هما رمزان متكرران بكثرة في  القصّة وهم يُشيران إلى تحرّر الراوى من أوهام تركه لوطنه والسفر إلى بلد أخرى معتقدًا أنها ستكون أفضل؛ فهو دائمًا يشعر بعدم الأُلفة في الثلوج.